# Забойский
Забойский — посёлок в Славянском районе Краснодарского края. Административный центр Забойского сельского поселения.

## География
Расположен на левом берегу Протоки (рукав Кубани) в 35 км к северу от Славянска-на-Кубани и в 90 км к северо-западу от Краснодара.

## Население
| 2002 | 2010  |
| ---- | ----- |
| 2369 | ↗2429 |

Национальный состав
По данным переписи 1926 года по Северо-Кавказскому краю, в населённом пункте числилось 74 хозяйства и 349 жителей (178 мужчин и 171 женщина), из которых русские — 93,98 % или 328 чел., украинцы — 6,02 % или 21 чел.

## Социальная сфера
СОШ
ДЮСШ
Детсад
Дом Культуры
Библиотека
Врачебная амбулатория
Аптечный пункт
5 продуктовых магазинов
5 промтоварных магазинов
Почтовое отделение
Отделение Сбербанка
АТС
Компьютерный клуб
Краеведческий музей